# Maghiarii din SUA
Maghiarii americani sau maghiaro-americanii (engleză: Hungaian Americans, maghiară: amerikai magyarok) sunt cetățenii Statelor Unite cu origini sau ascendență maghiară. Mulți dintre ei sunt refugiați care s-au stabilit în Statele Unite după Revoluția ungară din 1956 sau în timpul celui de Al Doilea Război Mondial sau mai devreme (după Tratatul de la Trianon sau după Revoluția Maghiară din 1848). Mulți dintre ei sunt de origine panonică, transilvăneană, secuiască, dar există și mici grupuri de ceangăi (moldoveni). O mare parte a comunității maghiaro-americane este de origine evreiască sau maghiari de religie mozaică. Mai ales credincioșii neologi se declară maghiari încă din sec. XIX., dar sunt și mari comunități hasidice sătmărene în Brooklyn și Kiryas Yoel (Orașul lui Joel Teitelbaum), care se declară maghiari sau de origine maghiară. Comunitatea maghiară a dat societății americane numeroși actori, jurnaliști și scriitori precum și politicieni ca George Pataki (fost guvernator al Statului New York ), Peter R. Orszag (directorul Oficiului de Management și Buget al președintelui Obama) sau deputații Tom Lantos, Ernest Istook, Joseph M. Gaydos, Eugene Jerome Hainer și Ernie Konnyu (membrii al Congresului Statelor Unite ale Americii). Printre cei mai cunoscuți maghiaro-americani se numără personalități ca Joseph Pulitzer (1847 – 1911, născut Politzer József), al cărui nume îl poartă Premiul Pulitzer, Edward Teller (1908 – 2003), „părintele bombei cu hidrogen”, Eugene Paul Wigner (1902 – 1995), laureat al Premiului Nobel pentru Fizică, Charles Simonyi, informatician, om de afaceri, al doilea maghiar care a ajuns în Spațiul cosmic (de două ori) sau Adrien Brody, actor premiat cu Premiul Oscar pentru cel mai bun actor.

## Istorie
Prezența maghiarilor în America de Nord este continuă de la colonizarea continentului de către primii imigranți europeni.
Primul maghiar american renumit a fost Michael Kovats (Fabriczy Kováts Mihály), un nobil maghiar și ofițer de husari (fondatorul organizației militare United States Cavalry), care a luptat în Armata Continentală în timpul Războiului de Independență al Statelor Unite ale Americii. Congresul Continental l-a numit colonel comandant a Legiunii Pulaski. Fraza "Fidelissimus ad Mortem" (Fidelitate până la moarte) din scrisoarea lui către Benjamin Franklin s-a devenit motoul Federației Maghiaro-Americane (organizație fondată în 1906). Ziua lui de naștere este sărbătorită în fiecare an de către cadeții de la Citadel Military College of South Carolina, unde o parte a campusului poartă numele lui. A decedat în luptă (în bătălia de la Roseland, New Jersey). Descendenții săi trăiesc și azi în orașul muceniciei sale.

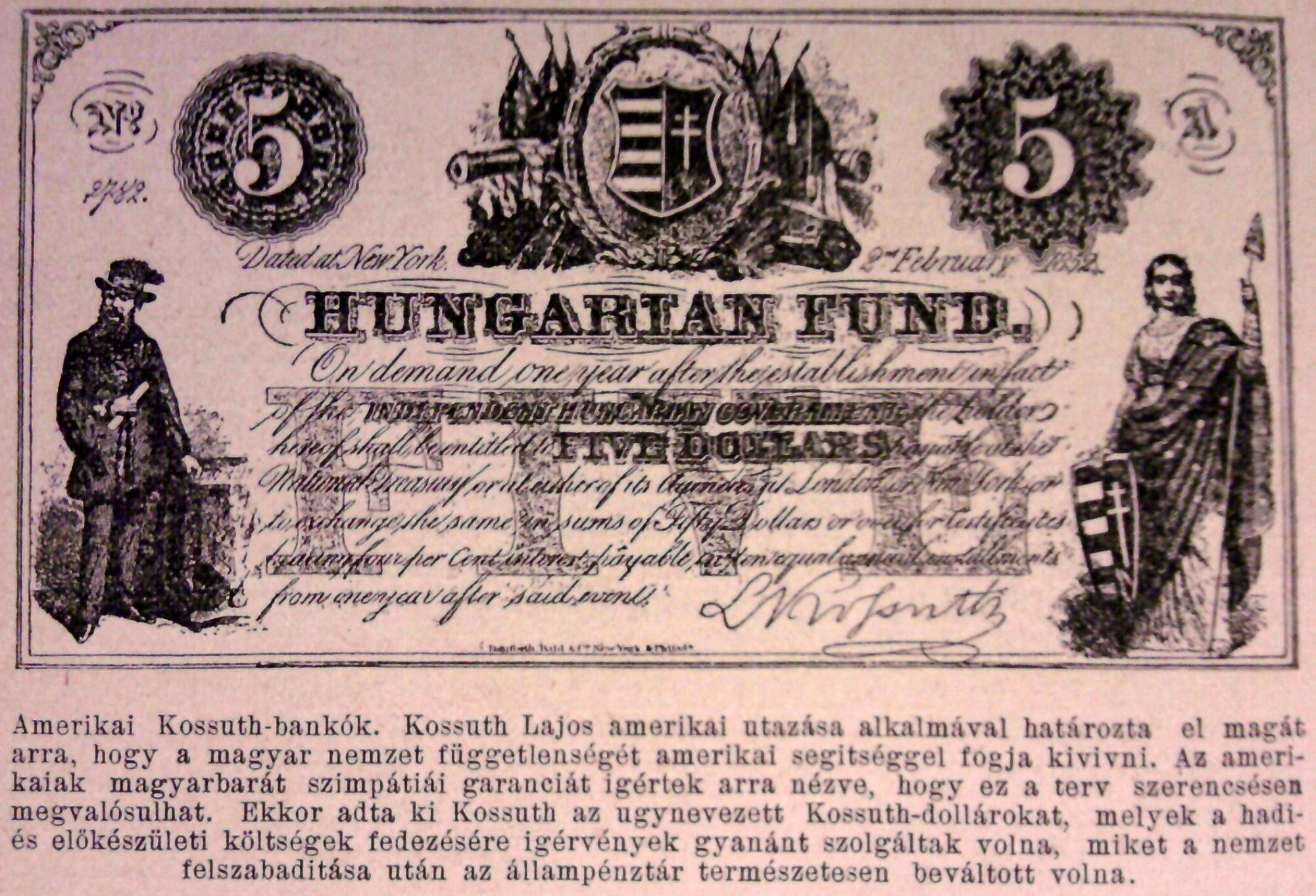
Dolarul "Kossuth" (bancnotă de 5 dolari)

Agoston Haraszthy (scriitor, voiajor și viticultor) era al doilea maghiaro-american de renume mondial și în același timp primul magnat maghiar care s-a stabilit permanent de buna voie (nefiind refugiat) în Statele Unite. A adus în SUA peste 100 de specii europene de struguri. El este considerat "tatăl viticulturii californiene" ("Father of California Viticulture"). El era în același timp și al doilea maghiar care a scris o carte despre Statele Unite. După ce s-a stabilit în California în 1849, Haraszthy a fondat Buena Vista Vineyards în Sonoma (astăzi: Buena Vista Carneros), cea mai renumită regiune viticolă din California.

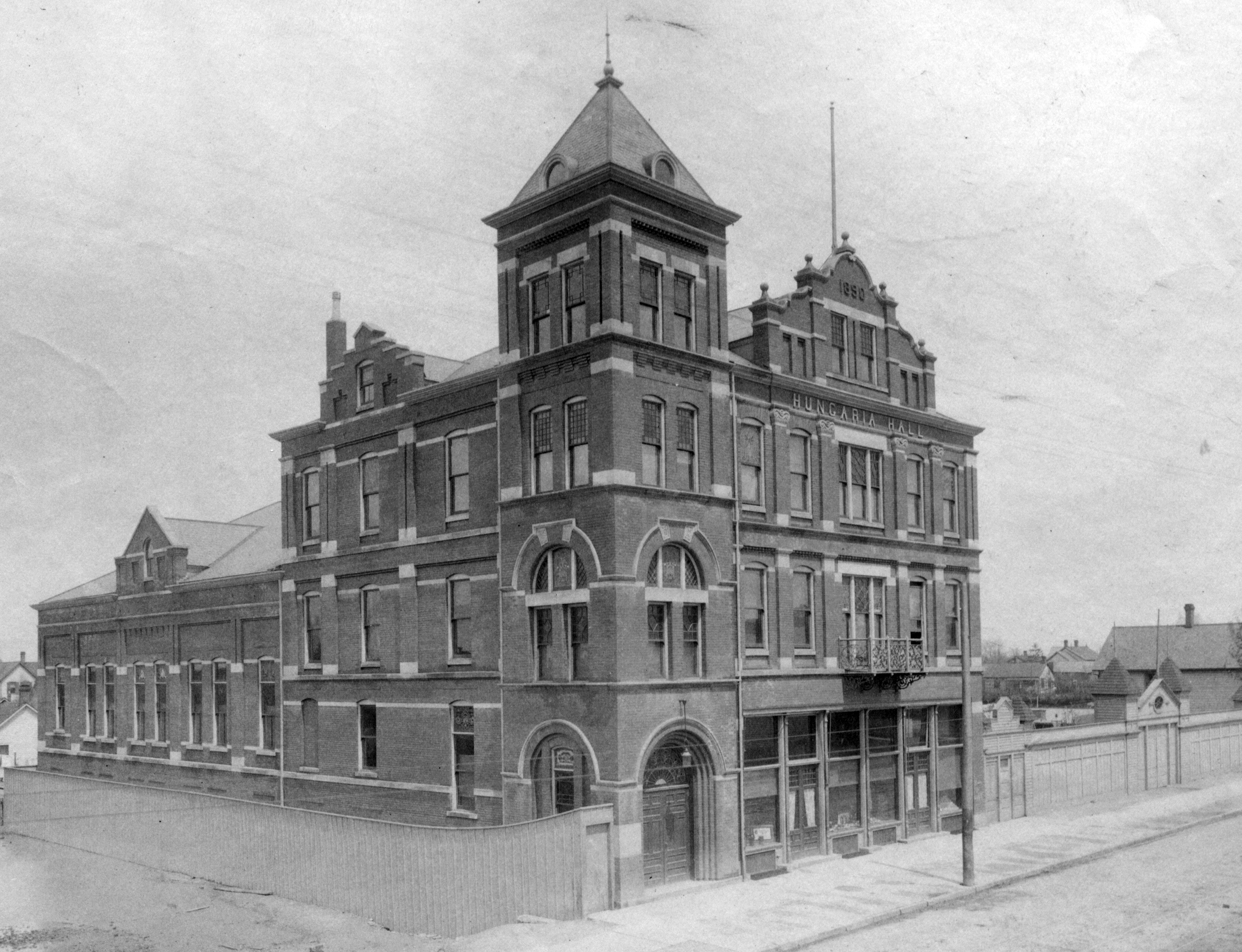
Hungaria Hall, Cleveland (Little Hungary)

Deși imigrarea maghiarilor în Statele Unite ale Americii este continuă, se pot distinge patru valuri mari de imigrare:
În primul val de imigrare (1849-1850) au sosit pașoptiștii maghiari (Forty-Eighters), refugiați din cauza revanșei habsburgice (cundus de Julius Jacob von Haynau) după înăbușirea revoluției în 1849. În 1851 a venit în SUA și Lajos Kossuth (s-a stabilit în New York și a rămas în țară până la 1856 când s-a mutat în Scoția iar mai târziu în Italia). Sosirea primului revoluționar democrat din Europa Centrală era sărbătorit în New York în cadrul unor festivități și ceremonii de onoare.
În 1852 s-au emis Bancnotele Kossuth (Dolarul Kossuth): bancnote de 5 dolari american cu stema Ungariei și simbolurile Revoluției Maghiare din 1848. Deși Kossuth s-a mutat mai târziu în Italia, mulți dintre pașoptiștii maghiari au rămas în Statele Unite. Descendenții lor trăiesc și astăzi în America.

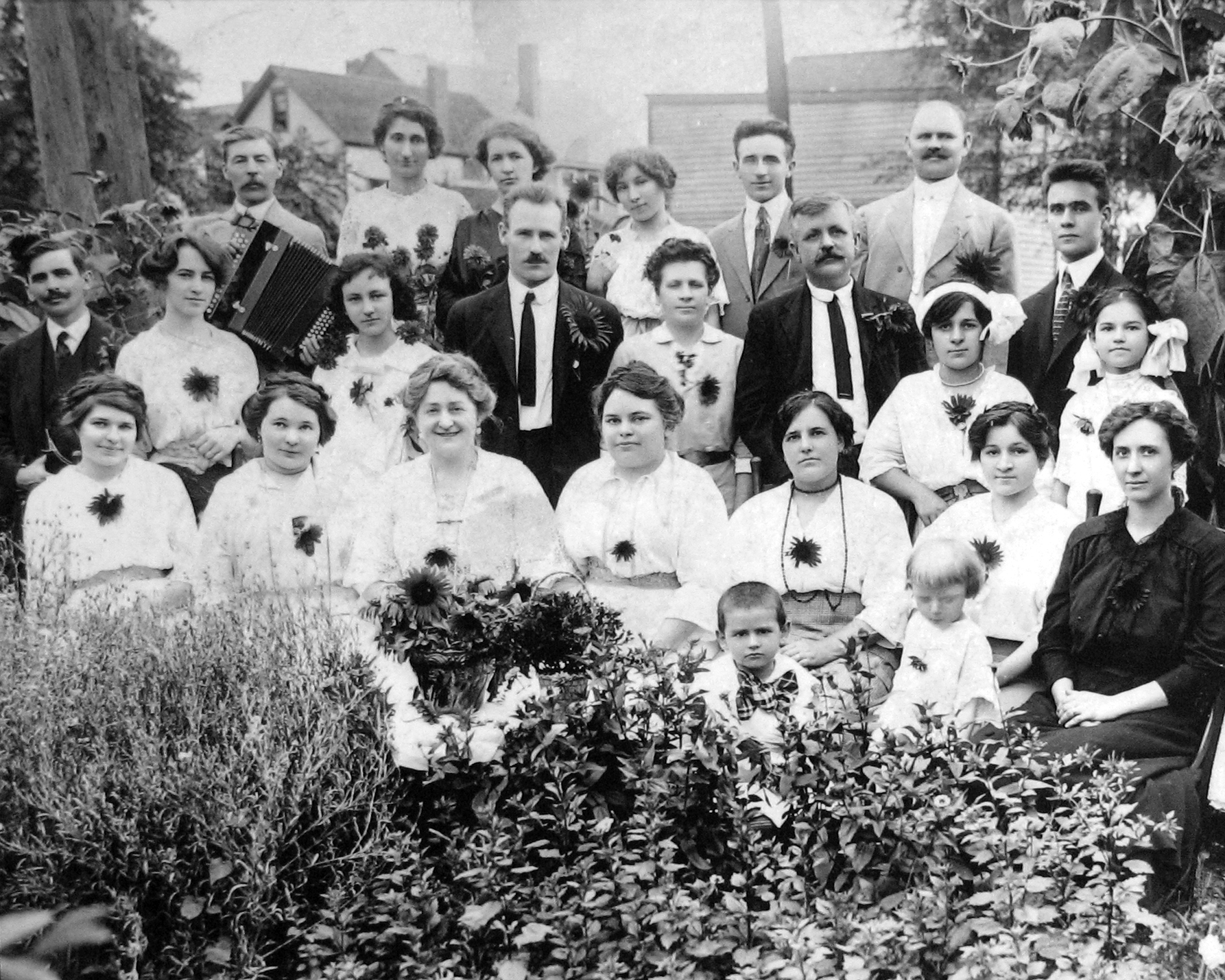
Imigranți maghiari în Cleveland în 1913

În prezent mai multe străzi, parcuri, localități poartă numele revoluționarilor maghiari, și mai ales al lui Kossuth, precum: Județul Kossuth (Iowa), localitățile Kossuth (Ohio) și Kossuth (Mississippi), Casa Kossuth (Washington D.C.) (Kossuth House), Parcul Kossuth (Cleveland), etc.
Dacă în cadrul primului val de imigrare au sosit mai degrabă nobili educați și bogați, în al doilea val (în jurul anului 1900) au venit reprezentanții claselor sociale mai sărace și needucate (țărani, foști iobagi și orășeni săraci). În cadrul acestui val au sosit aproximativ 650 000-700 000 de maghiari.

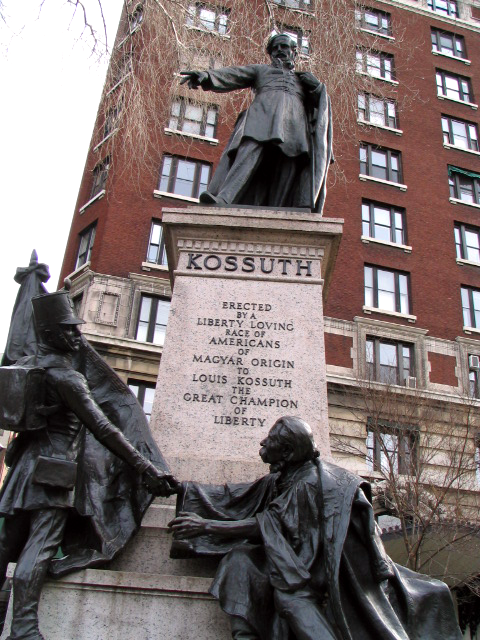
Statuia lui Kossuth Lajos din New York City, intersecția între 113th Street și Riverside Drive

În cadrul celui de al treilea val (în timpul celui de Al Doilea Război Mondial) au sosit refugiații evrei (și mozaici sau sâmbotași maghiari), socialiști și liberali maghiari. Ei s-au stabilit mai ales în Statul New York, în Brooklyn, Boro Park, Kiryas Yoel, etc. și sosirea lor a continuat până la sfârșitul anilor 1940. Cel mai renumit grup al lor este  comunitatea hasidică Satmar, care trăiește și în prezent în Brooklyn și în localitățile înconjurătoare, membrii ei fiind vorbitori de limba idiș sau maghiară. Primul lor conducător era prim-rabinul hasidic de la Satu Mare, Joel Teitelbaum, fondatorul orașului hasid Kiryas Yoel (Orașul lui Joel). Astăzi în Kiryas Joel 18,9% din populația totală se declară fiind de origine maghiară.
Al patrulea val de imigrare s-a produs după Revoluția maghiară din 1956. În cadrul acestuia au sosit în SUA cca 40 000 de "56-iști".
În afara ecestor trei valuri mai exista încă două valuri mai mici (după 1918 și după 1945) în cadrul cărora a sosit în Statele Unite o parte a nobilimei maghiare (mai ales de la teritoriile acordate țărilor înconjurătoare). După 1990 s-a accentuat din nou emigrarea maghiarilor din Ungaria și din țările înconjurătoare în SUA și Kanada.

## Demografie

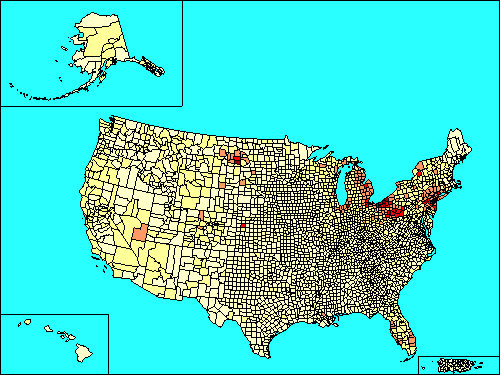
Distribuția populației maghiaro-americane în Statele Unite ale Americii (2006)

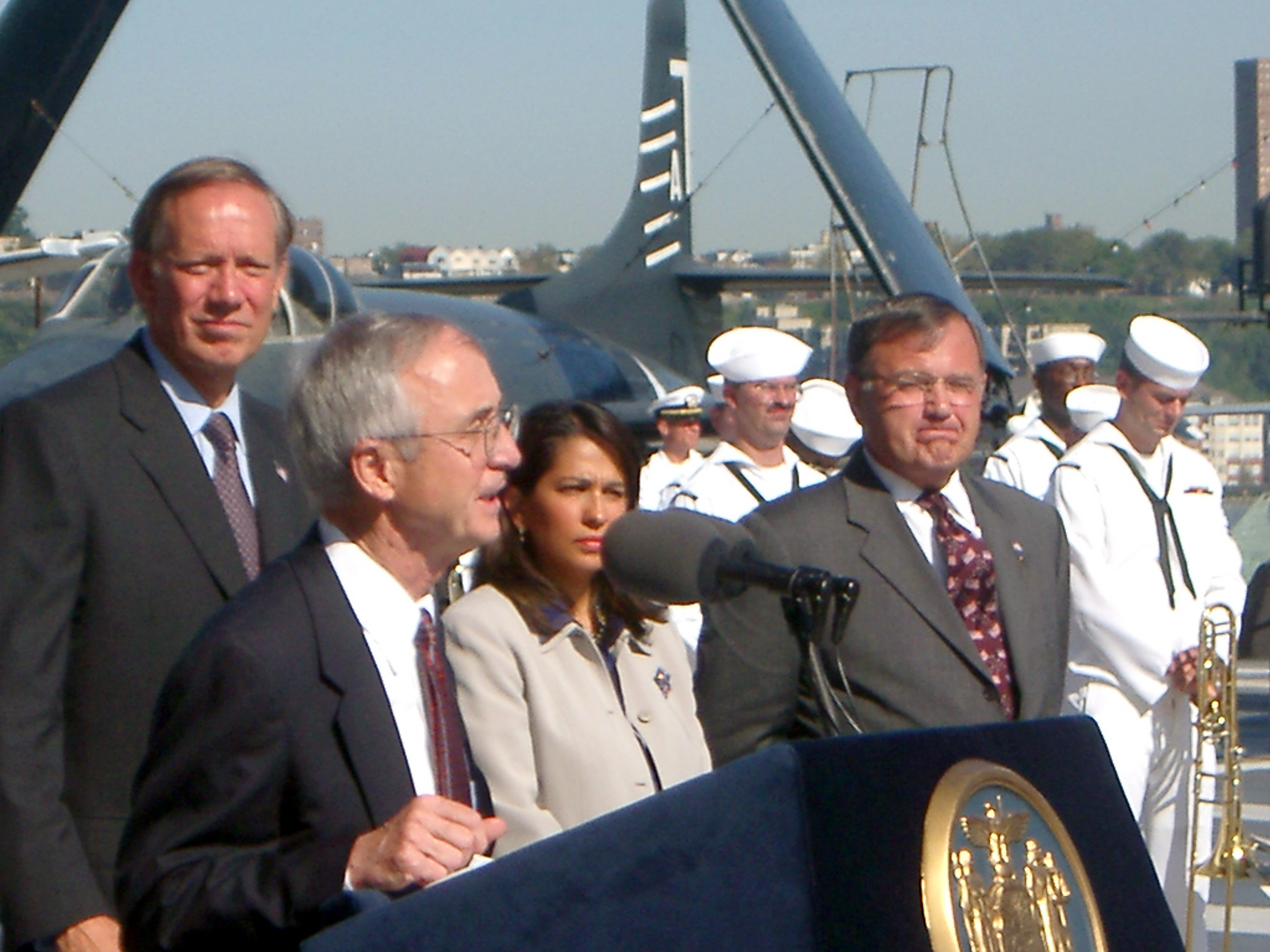
George Pataki, guvernatorul Statului New York între 1995 – 2007 (trei mandate) - cel mai cunoscut politician maghiaro-american al ultimilor decenii

Conform recensământului din 2006, în Statele Unite sunt 1 563 081 de maghiari americani
Numărul estimat al americanilor de origine maghiară este cca 4 milioane de persoane, inclusiv maghiarii emigrați din România, Cehoslovacia, Iugoslavia, etc.
Statele cu cea mai mare populație maghiară sunt:
| Ohio         | 193,951 |
| New York     | 137,029 |
| California   | 133,988 |
| Pennsylvania | 132,184 |
| New Jersey   | 115,615 |
| Michigan     | 98,036  |
| Florida      | 96,885  |

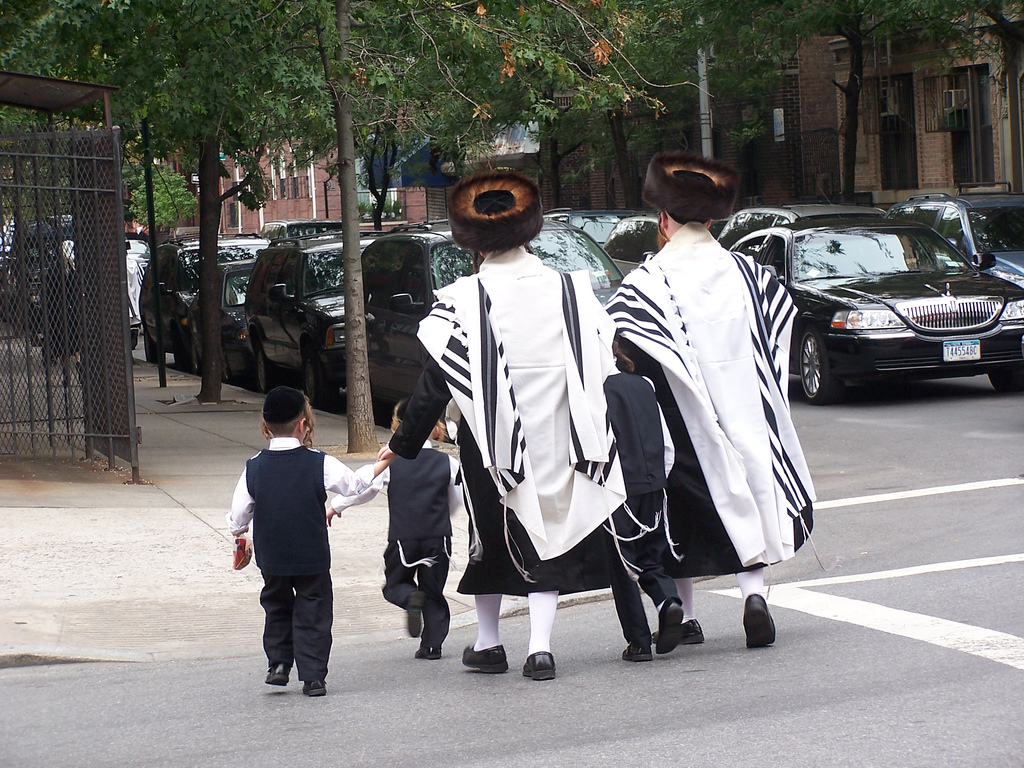
Evrei ortodocși sătmăreni în Brooklyn (o mare parte dintre ei se declară ca fiind de origine maghiară)

Orașul cu cea mai însemnată pondere maghiară este Kiryas Yoel, locuit de evrei hasidici. În trecut Cleveland (Ohio) era cel mai mare centru maghiaro-american, numit și Little Hungary. Aici este Holul Ungariei (Hungaria Hall) pe Clark Avenue. Muzeul (Hungarian Heritage Museum in Cleveland) și centrul cultural (Hungarian Cultural Center of Northeastern Ohio) al maghiarilor din Ohio funcționează și azi. Deși majoritatea maghiarilor s-au mutat de aici (pe locul lor veneau în majoritate afro-americani), numele străzilor și restaurantelor renumite păstrează și azi amintirea celei mai mari comunități maghiare din SUA. Astăzi au rămas aici cca 50 000 de maghiari care continuă să păstrează tradițiile naționale, religioase și culturale. În jurul anilor 1990 erau 924 de organizații maghiare în Cleveland.
Orașele cu semnificativă pondere maghiară (>10%) sunt: Fairport Harbor, Ohio (14.1%) și West Pike Run Township, Pennsylvania (11.7%). Numărul localităților în care comunitatea maghiară este mai mare decât 5% este în jur de 100, dar numărul maghiaro-americanilor este cea mai mare în New York City.
| Localitate       | Stat         | Procentul maghiarilor (%) |
| ---------------- | ------------ | ------------------------- |
| Kiryas Yoel      | New York     | 18.9%                     |
| Fartport Harbor  | Ohio         | 14.1%                     |
| West Pike Run    | Pennsylvania | 10,6                      |
| Freemansburg     | Pennsylvania | 9,6                       |
| Paint            | Pennsylvania | 9,6                       |
| Kaser            | New York     | 9,4                       |
| New Square       | New York     | 8,8                       |
| Windsor          | Ohio         | 8,2                       |
| West Brownsville | Pennsylvania | 8,1                       |
| Monroe           | New York     | 8,0                       |
| Colebrook        | Ohio         | 7,9                       |
| Fountain Hill    | Pennsylvania | 7,9                       |
| Tiltonsville     | Ohio         | 7,7                       |
| Greig            | New York     | 7,0                       |
| Oregon           | Ohio         | 6,7                       |
| Pepper Pike      | Ohio         | 6,7                       |
| Lyndhurst        | Ohio         | 5,8                       |
| Northwood        | Ohio         | 5,7                       |
| Sheffield Lake   | Ohio         | 5,7                       |
| Allen Park       | Michigan     | 5,6                       |
| Glen Ullin       | North Dakota | 5,5                       |
| Hebron           | North Dakota | 5,2                       |
| Mayfield         | Ohio         | 5,1                       |

## Memoria culturală maghiară din SUA (străzi, monumente, parcuri, etc.)
În Statele Unite există o serie de localități, toponimicuri, comitate, parcuri și monumente care păstrează amintirea prezenței maghiarilor pe teritoriul american. Cele mai multe locații de acest fel sunt legate de cultul revoluționarului Lajos Kossuth.

Comitatul Kossuth în Statul Iowa
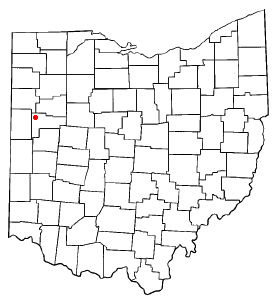
Orașul Kossuth (Ohio)
Orașul Kossuth (Mississippi)
New Buda, Iowa

### Comitate
- Comitatul Kossuth (Kossuth County) - comitatul cel mai mare al statului Iowa, fondat în 15 ianuarie 1851.Statuia regelui Sfântul Ștefan al Ungariei în Birminghem Historic District, Toledo, Ohio

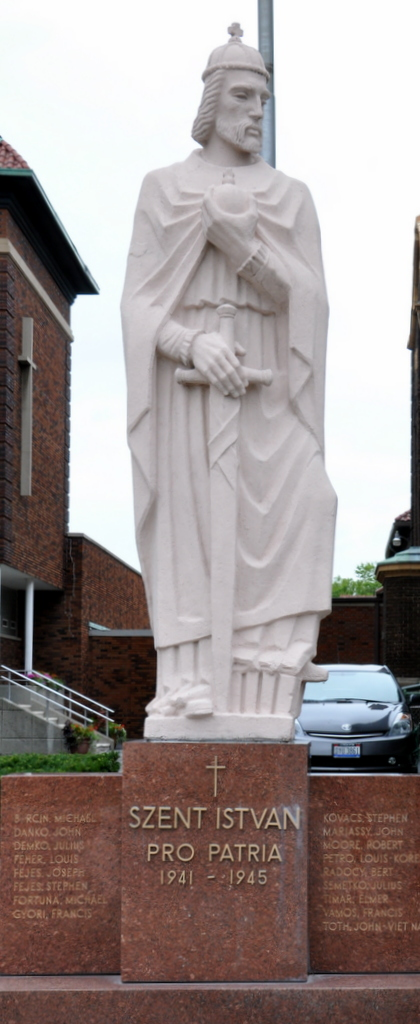
Statuia regelui Sfântul Ștefan al Ungariei în Birminghem Historic District, Toledo, Ohio

### Orașe
- Kiryas Yoel (New York)
- Kossuth (Ohio)
- Kossuth (Mississippi)
- New Buda (Iowa)

#### Localități mai mici
- Árpádhon, Lousiana[nefuncțională]

### Parcuri, cartiere
- Parcul Kossuth (Cleveland)
- Little Hungary (Cleveland, Ohio)

### Clădiri
- Casa Kossuth (Kossuth House), Washington, D.C. - reședința organizației Hungarian Reformed Federation of America, fondată în 1907 de către Congresul Statelor Unite ale Americii pentru diaspora maghiară (aici apare revista Fraternity/Testveriseg)
- Hungaria Hall (Cleveland)

### Statui, monumente

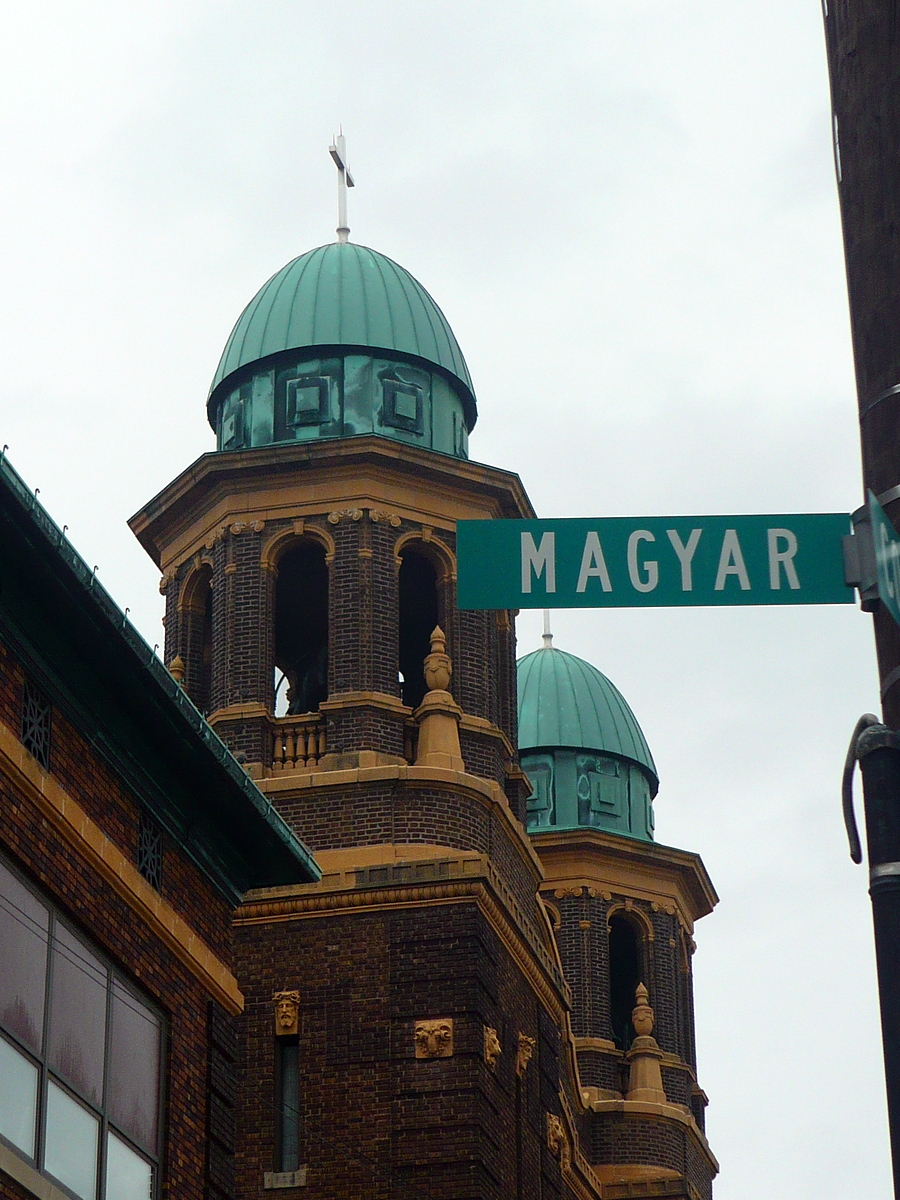
Inscripția Străzii Maghiarilor (Magyar Street) și turnul Bisericii Sfântul Ștefan al Ungariei în Toledo, Ohio

- Statuia lui Kossuth Lajos din Capitoliul Statelor Unite ale Americii, Washington, D.C.
- Statuia lui Kossuth Lajos din New York City, intersecția între 113th Street și Riverside Drive
- Statuia lui Kossuth Lajos - University Circle Neighborhood, Cleveland, Ohio
- Statuia lui Kossuth Lajos de la Universitatea Columbia, New York City

- Statuia lui Kossuth Lajos din Algona, capitala Județului Kossuth (în fața palatului conducerii județene)
- Statuia Sfântului Ștefan al Ungariei în Biserica Sfântul Ștefan al Ungariei, New York

### Străzi
- Strada Sfântul Ștefan al Ungariei (New York)

În 7 orașe americane sunt străzi care poartă numele lui Kossuth:
- Bronx (New York)
- Brooklyn (New York)
- Utica (New York)
- Bohemia (New York)
- Newark (New Jersey)
- Lafayette (Indiana)
- Columbus (Ohio)

## Instituții și organizații importante

### Instituții maghiaro-americane

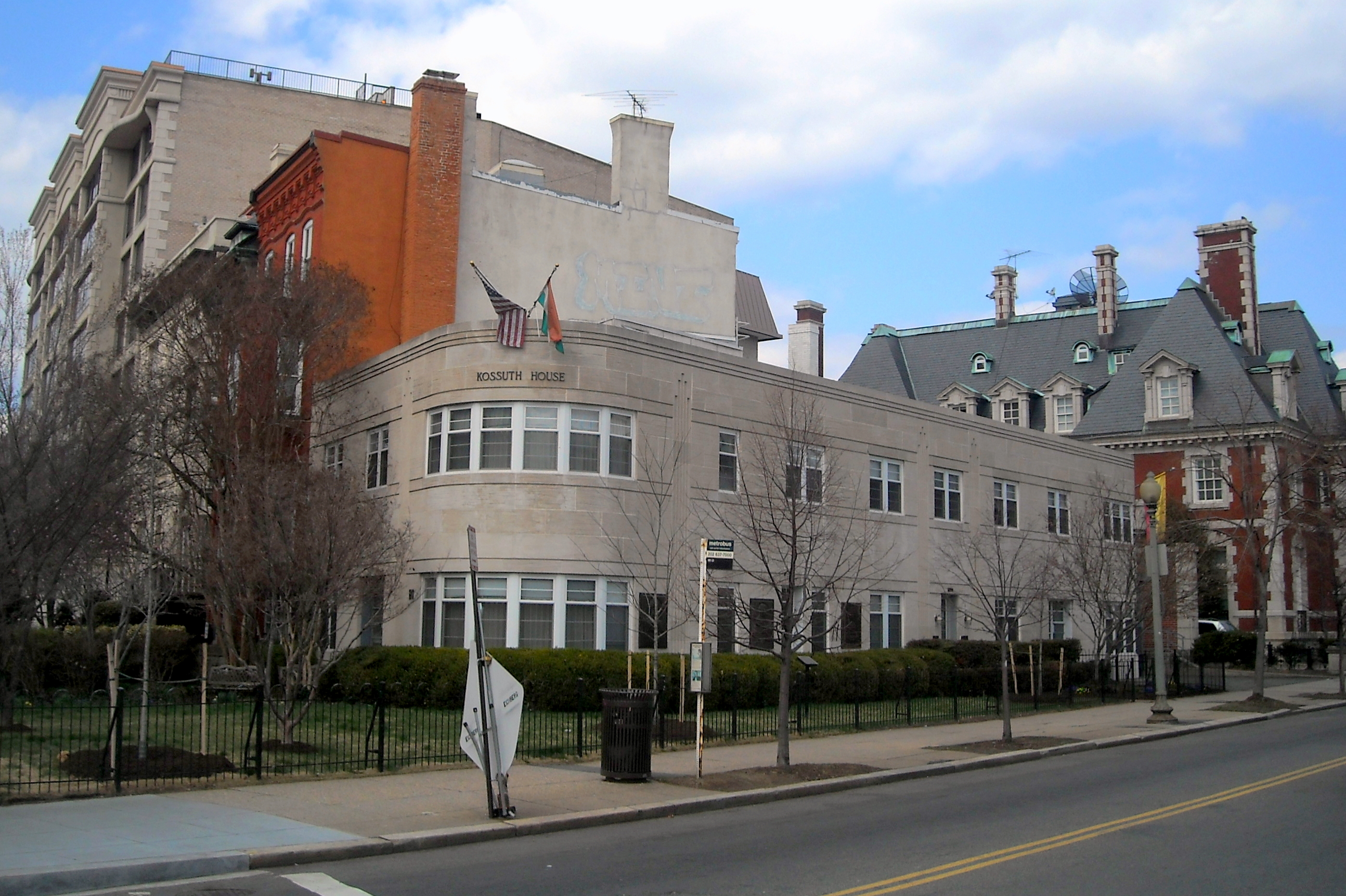
Casa Kossuth (Washington, D.C.)

#### Instituții de învățământ (școli maghiare)
Școlile maghiare din SUA sunt instituții de învățământ în cadrul cărora elevii maghiaro-americani pot învăța limba și literatura maghiară, istoria Ungariei și a maghiarilor, dansuri, cântece, obiceiuri maghiare, geografia Ungariei, geografia Europei și Europei Centrale, gastronomie (bucătărie maghiară), etc. Majoritatea școlilor maghiaro-americane funcționează periodic și facultativ (câteva zii de învățământ pe lună), doar câteva școli se găsesc în SUA (cu sistem de predare de zi) care funcționează zilnic. Totuși, prin anumite contracte cu școlile americane, mediile din școlile maghiare de obicei se calculează și în sistemul de credit (ca ore facultative). În majoritatea școlilor maghiaro-americane sunt mai multe secții sau clase privind vârsta și cunoștința de limbă a elevilor. Privind faptul că mulți dintre familiile maghiaro-americane trăiesc în SUA de mult, studenții din a treia-patra cenerație nu sunt vorbitori de limba maghiară în momentul școlarizării. Ei învață limba maghiară ca limbă străină. 

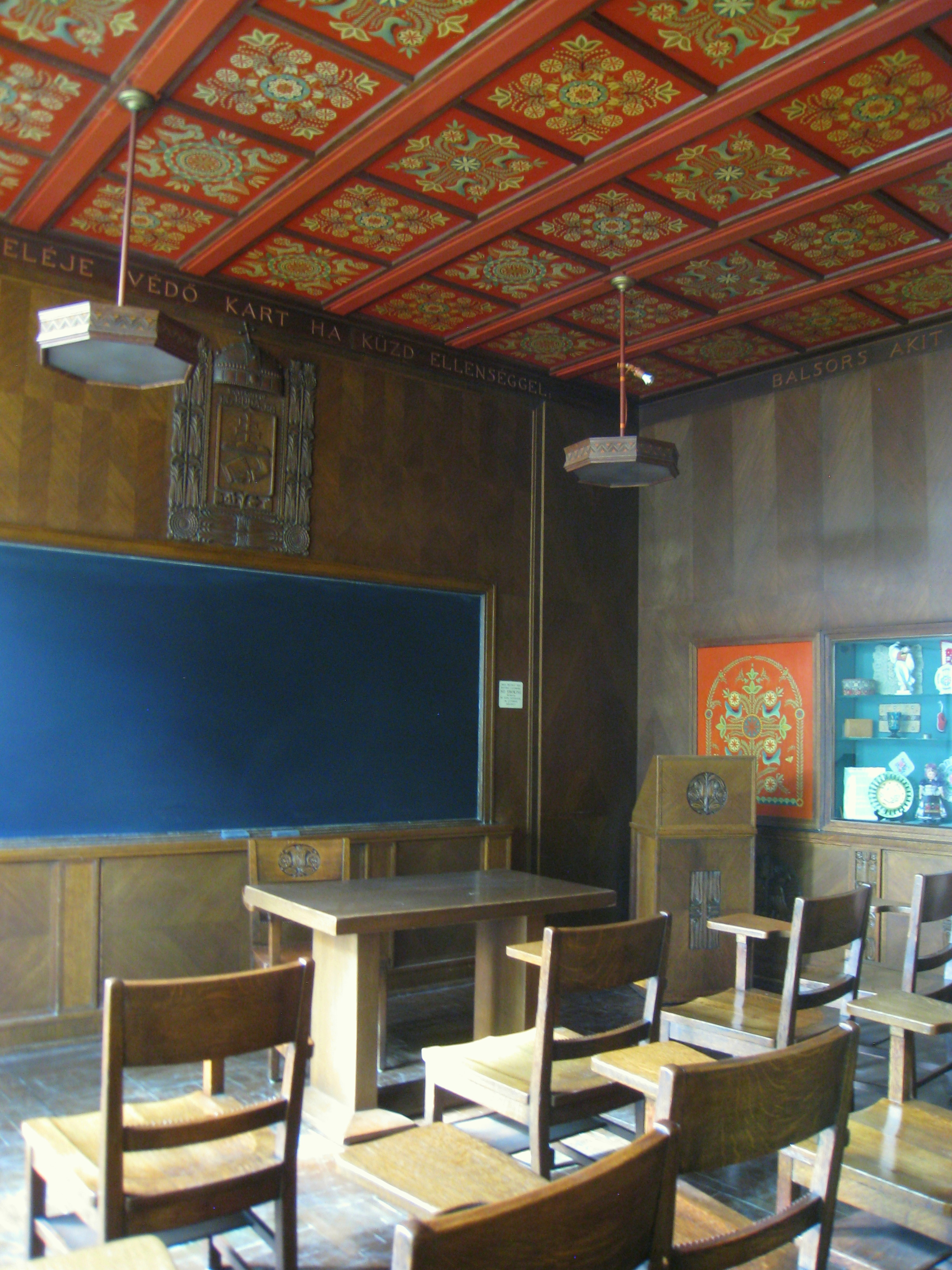
Sala maghiară a Universității din Pittsburgh, Pennsylvania

Principalele școli maghiare sunt:
- Școala Maghiară "Bartók Béla" din Boston (Boskola) - Boston, Massachusetts
- Școala Maghiară din Chicago Arhivat în 28 ianuarie 2011, la Wayback Machine. - Chicago, Illinois
- Școala Maghiară din Cleveland - Cleveland, Ohio
- Școala Maghiară Fairfield - Fairfield, Connecticut
- Școala Maghiară "Reseda" Arhivat în 23 august 2010, la Wayback Machine. - Los Angeles, California
- Școala Maghiară "Széchenyi" - New Brunswick, New Jersey
- Școala Maghiară "Arany János" Arhivat în 11 octombrie 2013, la Wayback Machine. - New York
- Școala Maghiară "Sfântul Ștefan al Ungariei" - Passiac, New Jersey
- Școala Maghiară - Redwood City, California
- Școala Maghiară Arhivat în 25 februarie 2011, la Wayback Machine. - Roswell, Georgia
- Școala Maghiară Arhivat în 21 octombrie 2010, la Wayback Machine. - Washington, D.C.
- Dayton Arhivat în 13 februarie 2012, la Wayback Machine. - Dayton, Ohio
- Școala Maghiară "Wass Albert" Arhivat în 25 august 2010, la Wayback Machine. - Sarasota, Florida

În afară de aceste instituții, în cadrul celor mai importante instituții universitare există catedră de limbă și literatură maghiară (sau de hungarologie).

### Instituții culturale

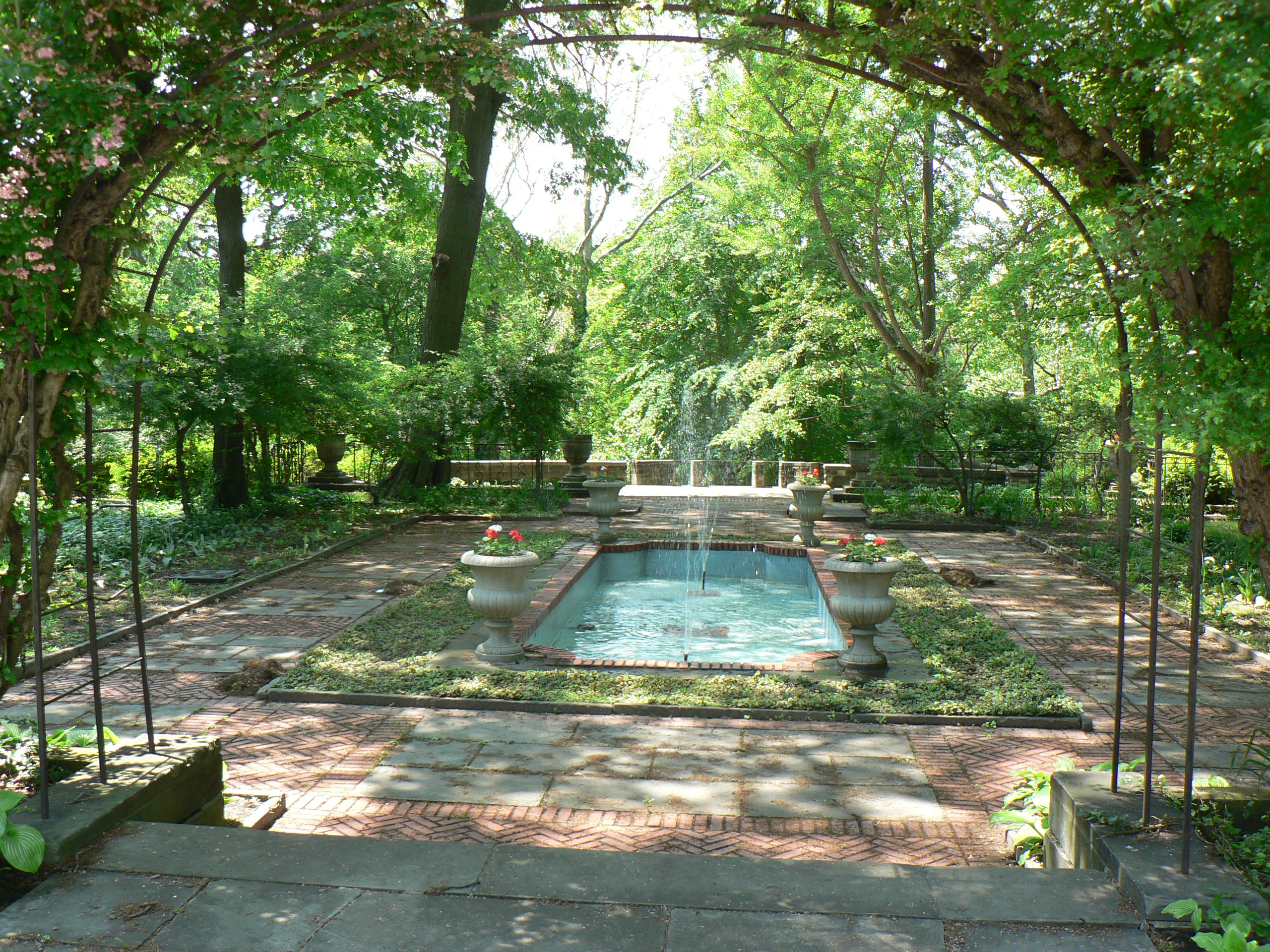
Grădina Culturală Maghiară în Cleveland, Parkul Rockefeller

Cele mai importante instituții culturale sunt:
- Teatrul Maghiar din New York
- Casa Maghiară din New York Arhivat în 11 octombrie 2013, la Wayback Machine.
- Casa Kossuth Arhivat în 4 februarie 2011, la Wayback Machine., Washington, D.C.
- United Magyar House, Los Angeles, California
- Hungarian Cultural Center Of Northeastern Ohio (Centrul Cultural Maghiar din Nord-Est Ohio)
- Hungarian American Museum (Muzeul Maghiaro-american), Teaneck, New Jersey
- Hungarian Heritage Museum (Muzeul Moștenirii Maghiare), Cleveland, Ohio
- Hungarian Heritage Center (Centrul Moștenire Maghiară), American Hungarian Fondation, New Brunswick New York
- American Hungarian Folklore Centrum (Centrul de Folclor Maghiar)
- Muzeul Maghiar American (muzeu de folclor)
- Casa Maghiară, San Diego
- Institutul Cultural Maghiar Arhivat în 25 iulie 2006, la Wayback Machine. - New York
- Hungaria Hall, Cleveland (nu mai funcționează)

### Organizații maghiaro-americane

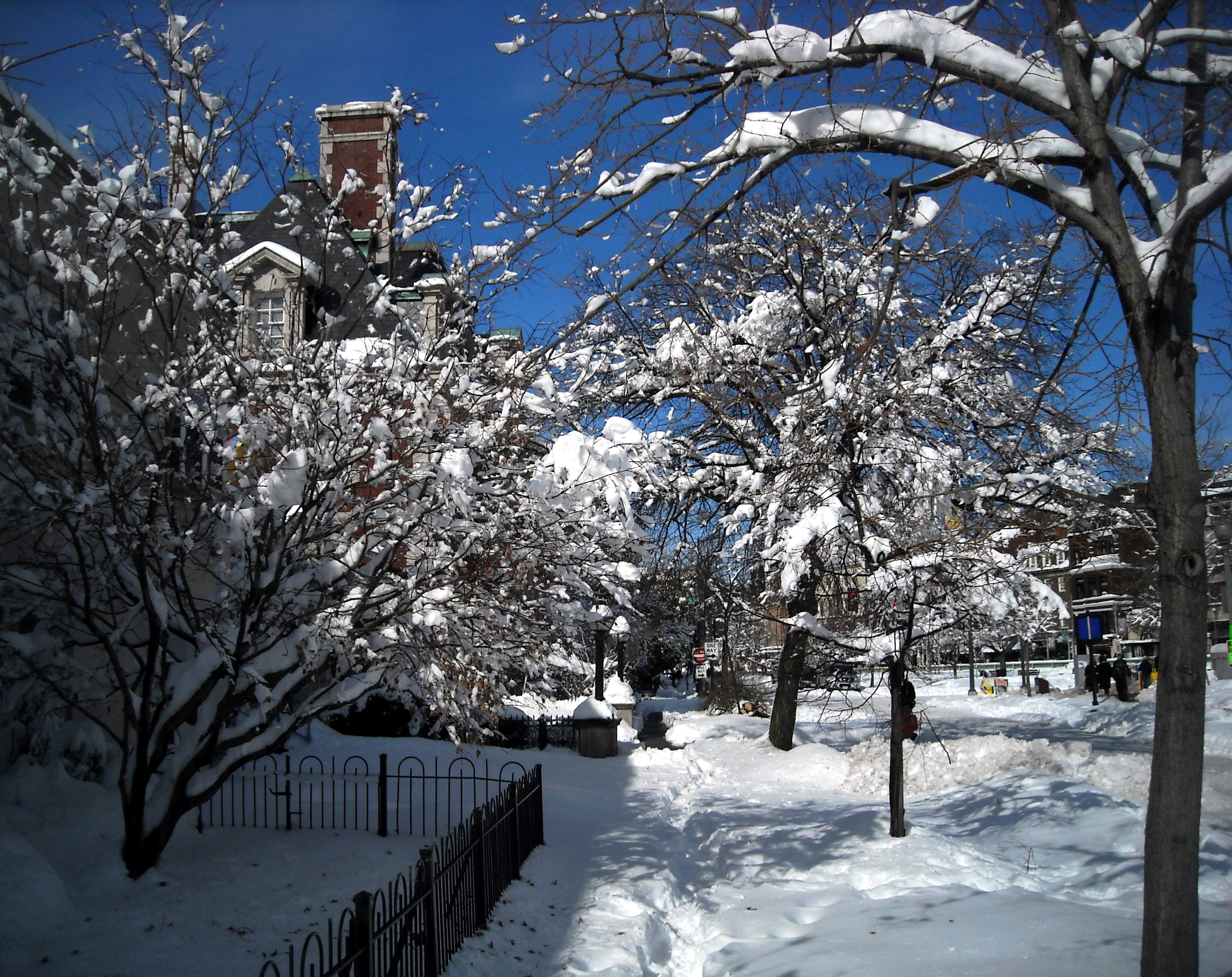
Parcul în fața Casei Kossuth (Dupont Circle neighborhood, Washington, D.C.) iarna

Cele mai importante organizații din SUA sunt:
Hungarian - American Social Club (Phoenix), Fundația Casa Maghiară Unită (Los Angeles), Szabadságharcos (Revoluționar, San Francisco), Barátság (Prietenie, San Francisco), Hungarian Club of Colorado (Denver), Játszóház (Casa de copii, Denver), Hungarian Cultural Society of CT (Stamford), Pannonia Magyar Klub (Clubul Maghiar Pannonia, Fairfield), Hungarian Community Club of Wallingford (Wallingford), Hungarian America Foundation (Washington, D.C.), Hungarian American Coalition (Coaliția Maghiaro-americană, Washington, D.C.), Hungarian Reformed Federation of America (Washington, D.C.), Unicum (Washington, D.C.), Floridai Erdélyi Szövetség (Uniunea Transilvăneană din Florida, Orlando), Amerikai Magyar Szövetség (Uniunea Maghiaro-Americană, Sarasota), Amerikai Magyarok (Maghiarii din America, Palm Beach), Georgai Magyarok Klubja (Clubul Maghiarilor din Georgia, Atlanta), Hungarian Americans of Hawaii (Hawaii), Hungarian Cultural Association (Bloomington, Indiana), Magyar Klub, Árpádhon, Boskola, Massachusetts Hungarians (Boston), Hungarian Detroit, Minnesota Hungarians, The Hungarian Club of Triangle (Durham), The Carolinas Hungarian Meetup Group (Elkin), American Hungarian Fundation (New Brunswick - numai în limbă engleză), Hungarian American Athletic Club (New Brunswick), Asociația Femeilor Maghiaro-Americani (New Brunswick), Hungarian Club of New Mexico (Albuquerque, New Mexico), Manhattan Hungarians (Manhattan), Hungarian Human Rights Foundation (New York), First Hungarian Literary Society, Hungarian Heritage Society (Cleveland), Hungarian-American Social and Cultural Organisation, Hungarian Club of N-E Ohio (Hiram), Comunitatea Maghiară Dayton, Magyar Baráti Közösség (Comunitatea Prietenească Maghiară, West Linn), Magyar Tanya (Philadelphia), Club Maghiar (Philadelphia), William Penn Association (Pittsburg), United German Hungarian Club (Philadelphia), Csárdás Dancers (Austin, Texas), Hungarian Club at University of Texas (Austin, Texas), Hungarian Multicultural Center (Dallas), Hungarian American Cultural Association Houston (Huston), USA – American Hungarian Educators Association (engleză), Hungarian American Association of Washington (Seattle), etc.

## Viața confesională

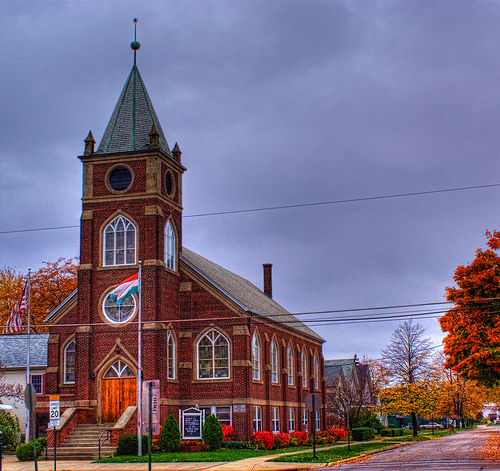
Biserica Reformată din Fairport Harbor

Majoritatea maghiarilor americani aparține la una dintre următoarele religii: reformată, romano-catolică, mozaică, baptistă, greco-catolică, unitariană sau evanghelică. Cea mai puternică comunitate maghiară este cea reformată (deși în cadrul două biserici diferite). Procentul maghiaro-americanilor vorbitori de limba maghiară (ca limba maternă sau ca a doua limbă) este cea mai mare între credincioșii reformați (apoi între cei baptiști), maghiara fiind principala limbă al acestei biserici. Populația romano-catolică este mult mai asimilată, totuși în abia toate orașele mai mari se află și biserică catolică maghiară.

### Reformați
Prezența comunităților reformate în SUA este continuă încă din secolului XIX. Prima slujbă reformată în SUA era la New York în 1852, celebrată de pastorul Ács Gedeon, capelanul lui Lajos Kossuth în biserica olandezilor reformați din strada Fullton. În anii 80-90 al secolului XIX. sunt fondate primele biserici și comunități: în A Cleveland, Pittsburgh, South Norwalk, Trenton și New York.

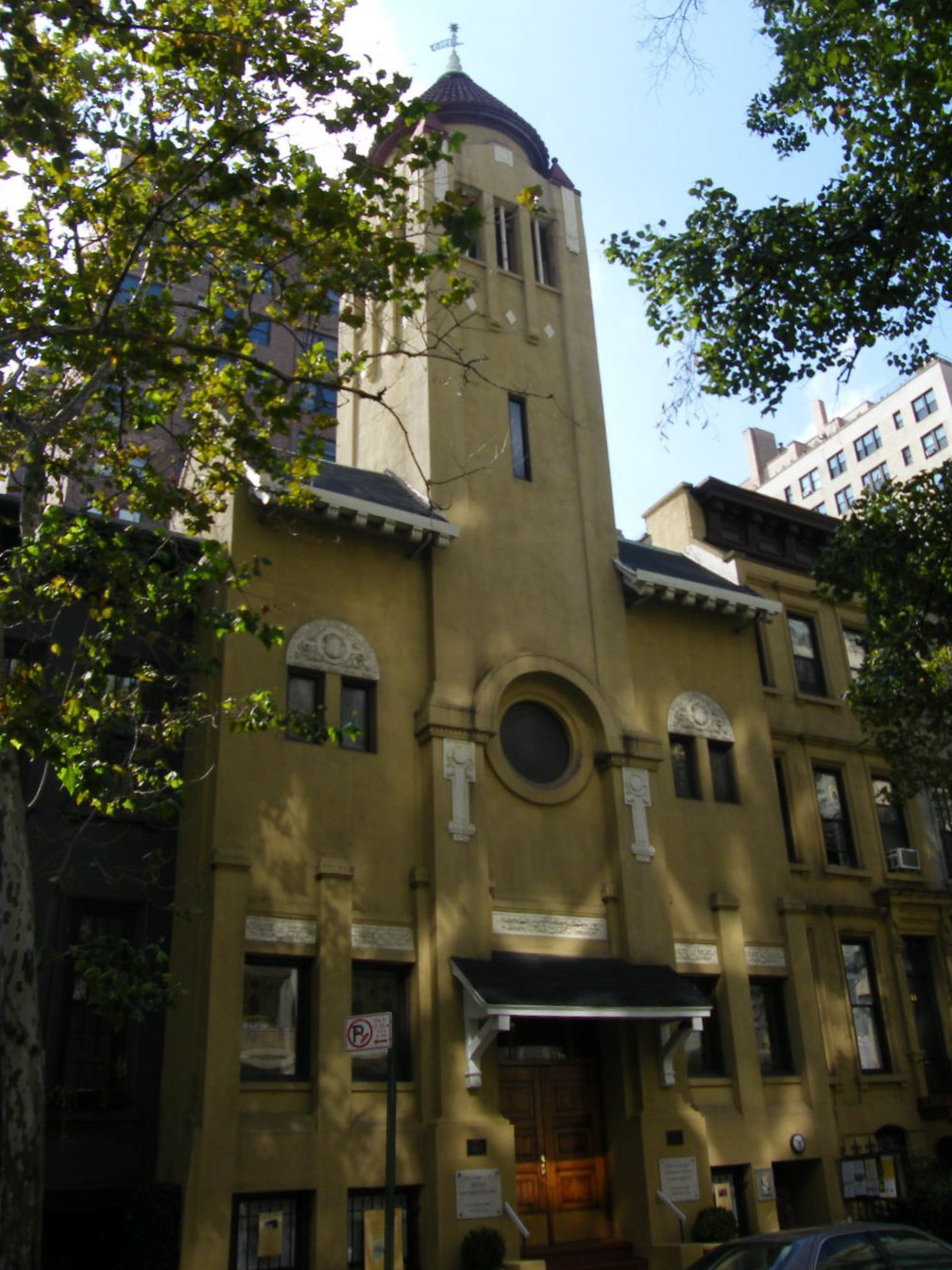
[http://en.wikipedia.org/wiki/First_Hungarian_Reformed_Church_of_New_York Prima Biserică Reformată din New York

La început aceste comunități au format o ramură a Bisericii Reformate Maghiare, însă după un scurt timp și-au dat seama că conducerea bisericii din țara-mamă este aproape imposibilă. 

La 7 octombrie 1921 s-a cheiat Acordul de la Tiffin între majoritatea comunității reformate și biserica Reformed Church, cea mai mare biserică presbiteriană calvinistă pe atunci. Conform acordului comunitățile maghiare s-au unit cu biserica americană, alcătuind o eparhie separată (Eparhia Kálvin) și având o autonomie largă în cadrul acesteia. O mare parte a pastorilor și credincioșilor însă au refuzat unificarea cu orice altă biserică calvină și au rămas independenți în cadrul unei noi biserici: Biserica Reformată Maghiară din America.

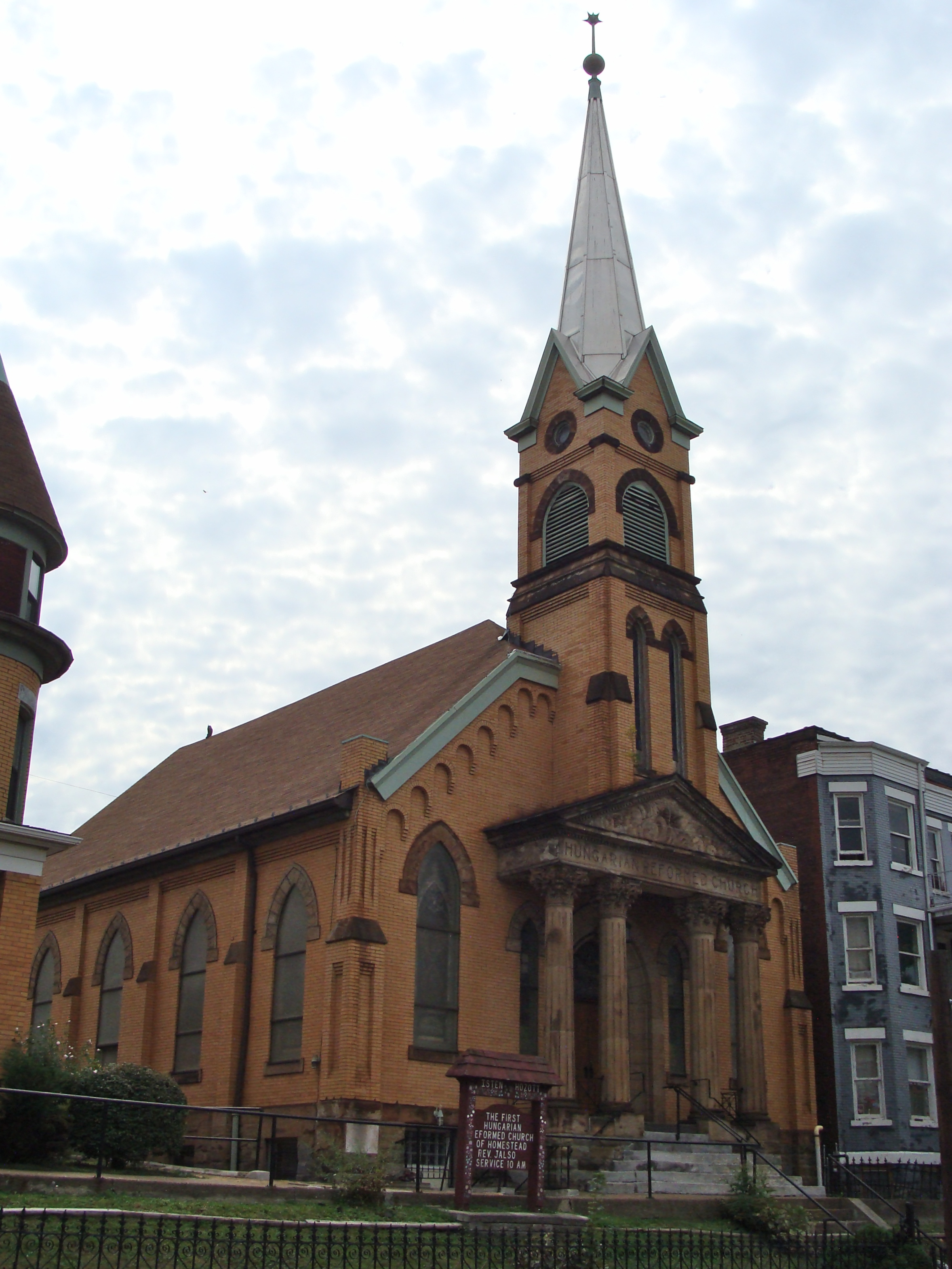
Biserica reformată maghiară din Homestead, Pennsylvania

Această biserică este activă și azi cu o mărime deja aproape egală cu eparhia reformată din biserica presbiteriană. 

Cele două comunități maghiare și episcopii lor:
- Biserica Reformată Maghiară din America - episcop: Excelența sa Sándor Szabó, episcop de onoare: Excelența sa Demeter Andor[19]
- Eparhia Reformată Maghiară Kálvin (United Church of Christ) - episcop: Excelența sa Béla Poznan[20]

În cadrul celor două biserici funcționează și azi mai mult de 50 parohii, biserici și case de rugăciuni. Cele mai cunoscute dintre ele sunt: Prima biserică reformată din New York (Eparhia Kalvin), Biserica Reformată Maghiară Independentă, New York (Biserica Reformată Maghiară din America), Biserica reformată maghiară din Allen Park, Biserica reformată din Chicago, Biserica reformată din Passiac Arhivat în 3 martie 2012, la Wayback Machine., Biserica reformată din valea San Fernando Arhivat în 24 septembrie 2011, la Wayback Machine..

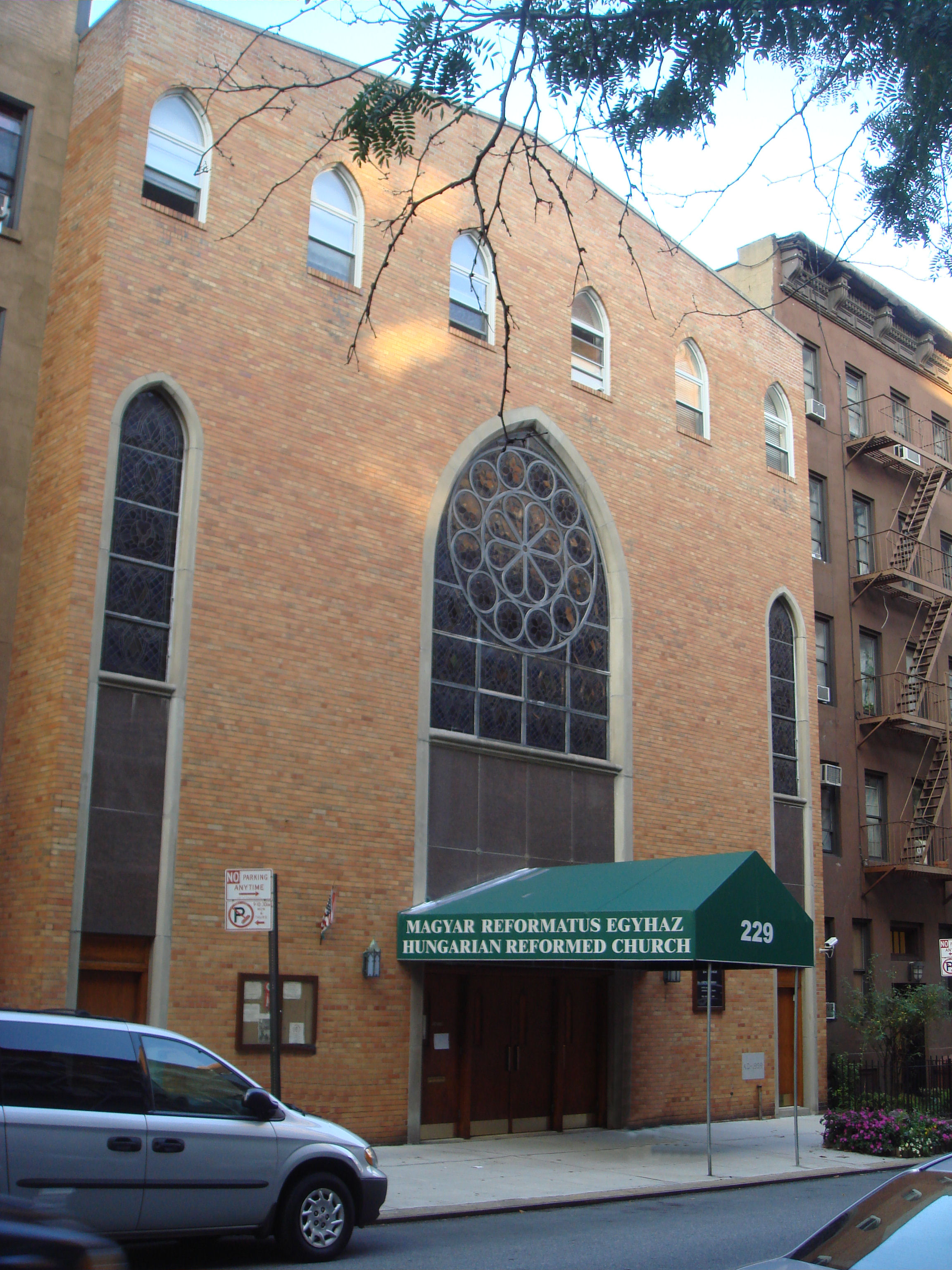
Biserica Reformată Independentă din New York (Manhattan)

În afara celor două eparhii mari există și biserici reformate care s-au incadrat în alte biserici calviniste/presbiteriane existente în SUA (precum și comunități mici independente). Cele mai importante dintre acestea sunt: 
- Free Hungarian Presbyterian Church of Las Vegas Arhivat în 10 mai 2012, la Wayback Machine. (Biserica Presbiteriană Independentă din Las Vegas) - membru a bisericii First Presbyterian Church USA
- Presbiterian Church of Long Island (Biserica Presbiteriană din Long Island) - membru a bisericii First Presbyterian Church USA

Preoții reformați maghiari din SUA alcătuiesc o Conferință Pastorală comună și organizează periodic Sinoduri Universale Reformate.

Biserica Reformată Maghiară din America s-a reunit cu celelalte biserici reformate maghiare (inclusiv Biserica Reformată din România) la Sinodul General de la Debrețin (22. mai 2009.), acceptând noua Constituție comună a bisericii. Prin acest act participanții sinodului au inființat Biserica Reformată Maghiară universală (globală) din care fac parte bisericile (respectiv eparhiile) reformate din Ungaria, România, Serbia, Ucraina, SUA și Canada. Deși Biserica Reformată Creștină din Slovacia n-a semnat această constituție comună (având în vedere că reformații de etnie slovacă reprezintă o minoritate mai numeroasă în biserică), conducerea sa a participat totuși la sinod, acceptând statutul de membru consultant de onoare a bisericii universale.

Celelalte biserici reformate maghiare din SUA nu s-au unit cu biserica reformată maghiară universală, făcând parte din anumite biserici mari presbiteriene americane. Toate dintre aceste biserici sunt membrii Uniunii Mondiale a Bisericilor Reformate.

### Romano-catolici

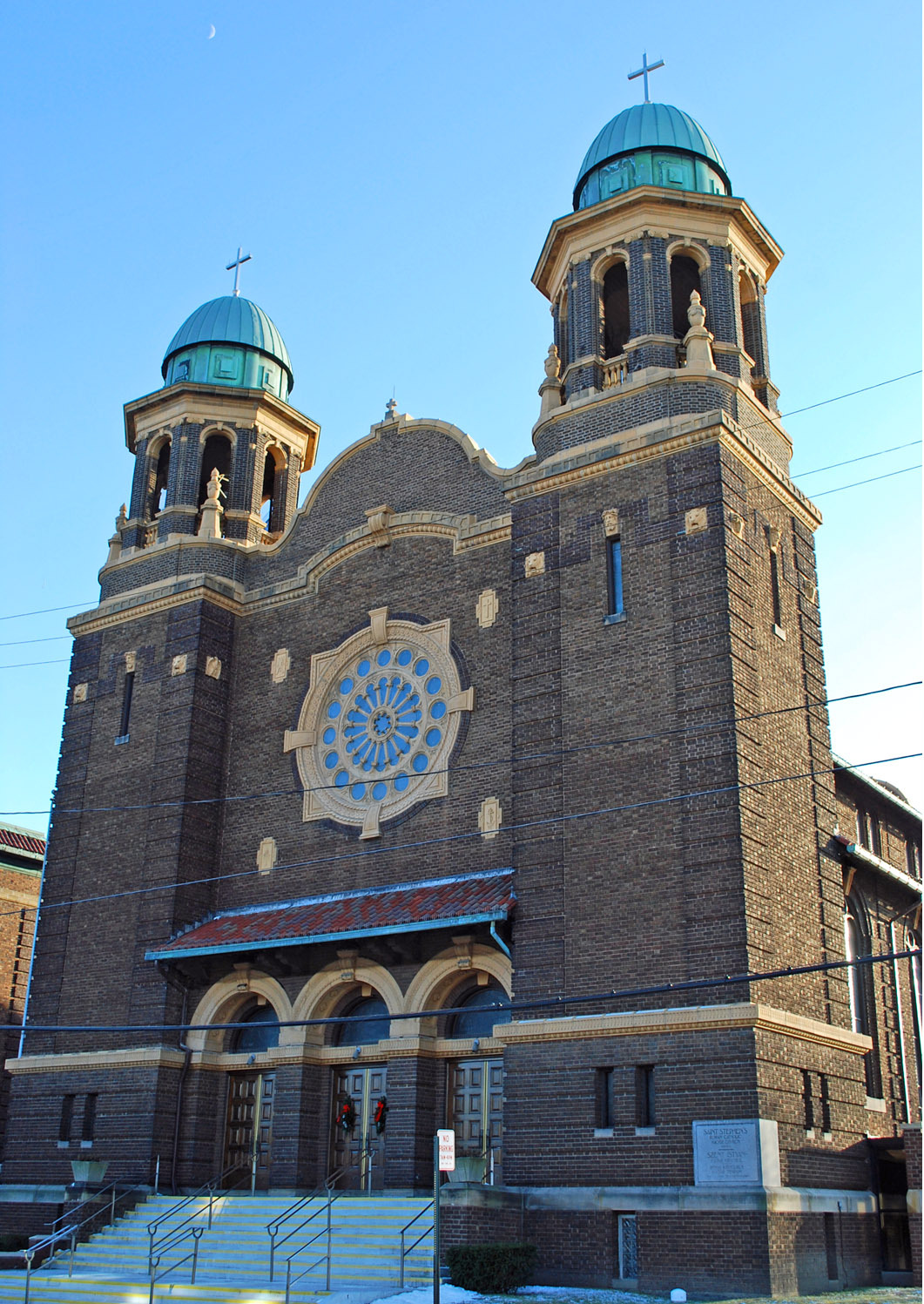
Biserica Sfântul Ștefan al Ungariei din Toledo, Hungarian neighborhood of Birmingham

Numărul bisericilor romano-catolice în care limba liturgiei este maghiara este puțin mai redus decât celor reformate, din cauza faptului că romano-catolicii maghiari aparțin - fără orice autonomie internă - la diferite dieceze și arhidieceze americane (în care, bineînțeles, vorbitorii de limbă engleză sunt în majoritate), iar din cauza lipsei generale de preoți în biserica catolică, adeseori rămân temporer fără preot. În anumite cazuri când această problemă nu poate să fie rezolvată înt-un anumit timp (prin ajutorul bisericilor din Ungaria sau România) și nu sosesc preoți maghiari din Europa, comunitățile respective primesc preoți americani sau uneori chiar se desființează. 
Din cauza lipsei de preoți unii catolici au trecut la confesia reformată 

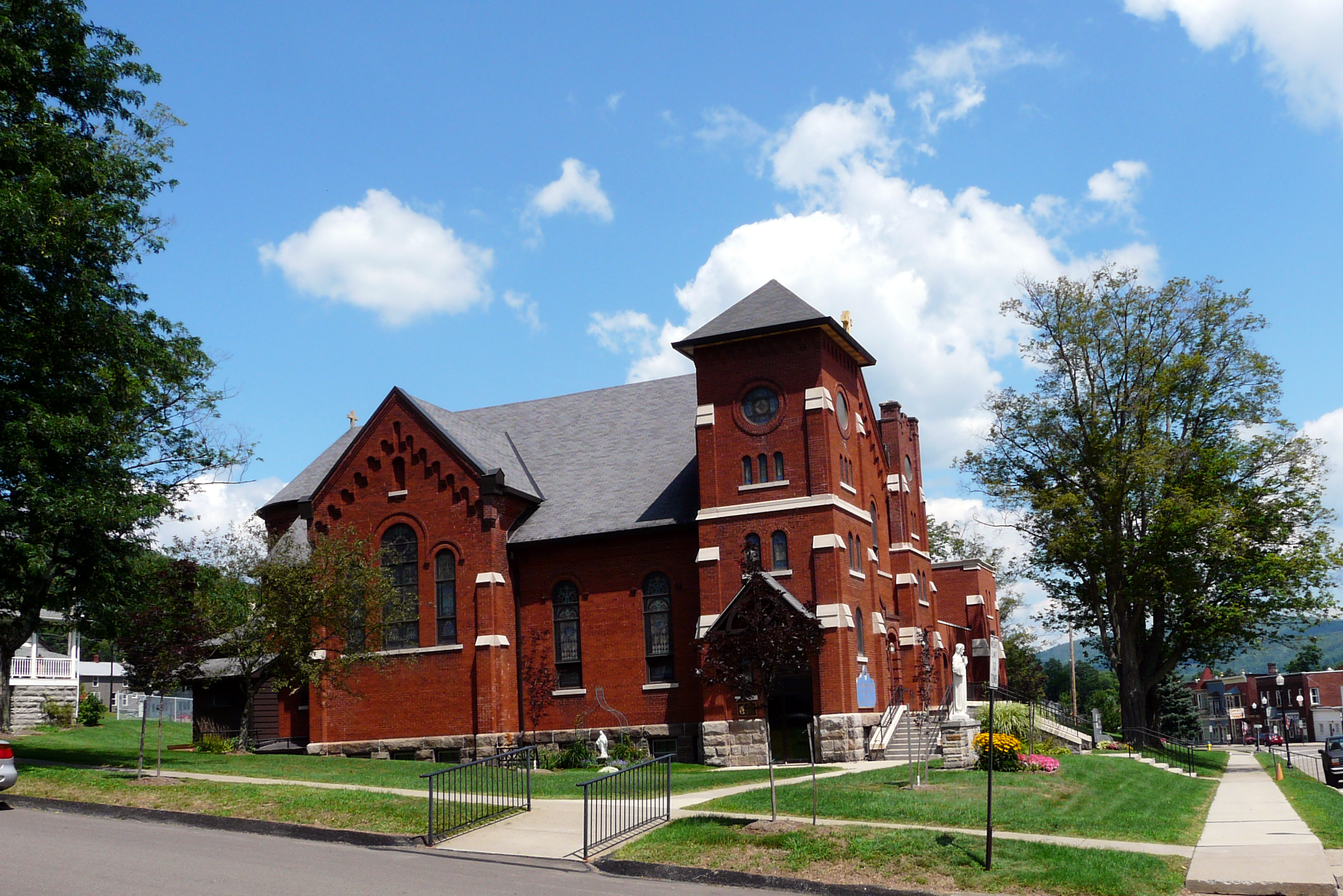
Saint Elisabeth of Hungary Church, Smethport, Pennsylvania

 Din cauza acestor probleme în New York de exemplu există doar o singură biserică romano-catolică maghiară (față de cele două biserici mari reformate). Cu toate acestea și astăzi sunt biserici romano-catolice maghiare în abia toate orașele importante ale Statelor Unite. Majoritatea lor poartă numele unor Sfinți maghiari (sfânt patron) mai ales celor din Dinastia Arpadiană. Cele mai cunoscute biserici romano-catolice maghiare (cu slujbe în limba maghiară) sunt:
- Biserica Sfântul Ștefan al Ungariei din New York[nefuncțională]
- Biserica Sfântul Ștefan al Ungariei din Chicago
- Hungarian Catholic Community in Maryland Arhivat în 26 martie 2013, la Wayback Machine.
- Biserica Romano-Catolică "Árpádházi Szent Erzsébet" în Cleveland

#### Conflictul din Cleveland

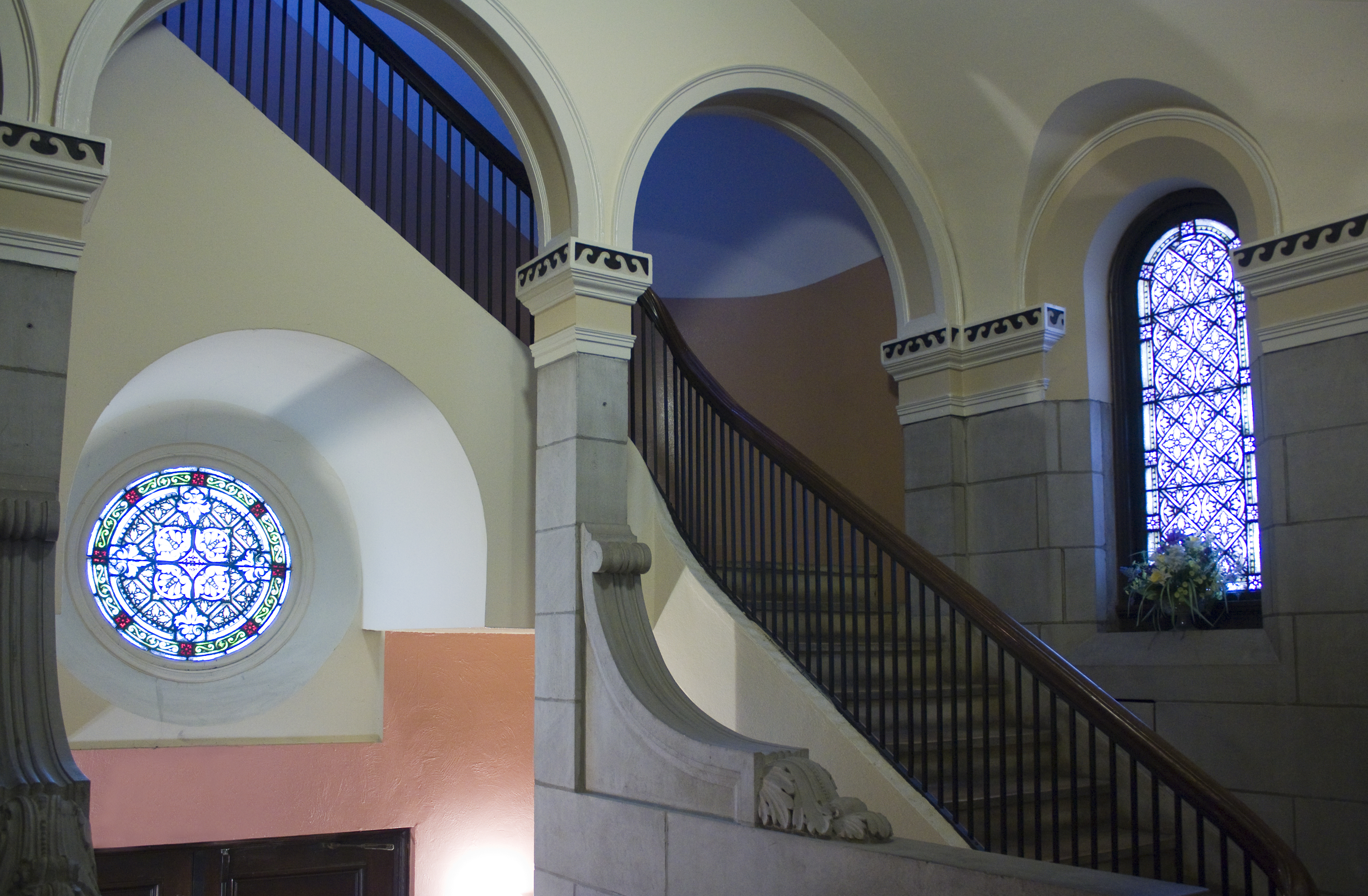
Biserica Sfânta Elisabeta a Ungariei din Cleveland (interior), una dintre bisericile maghiare din Cleveland (și cea mai veche biserică maghiară din Ohio)

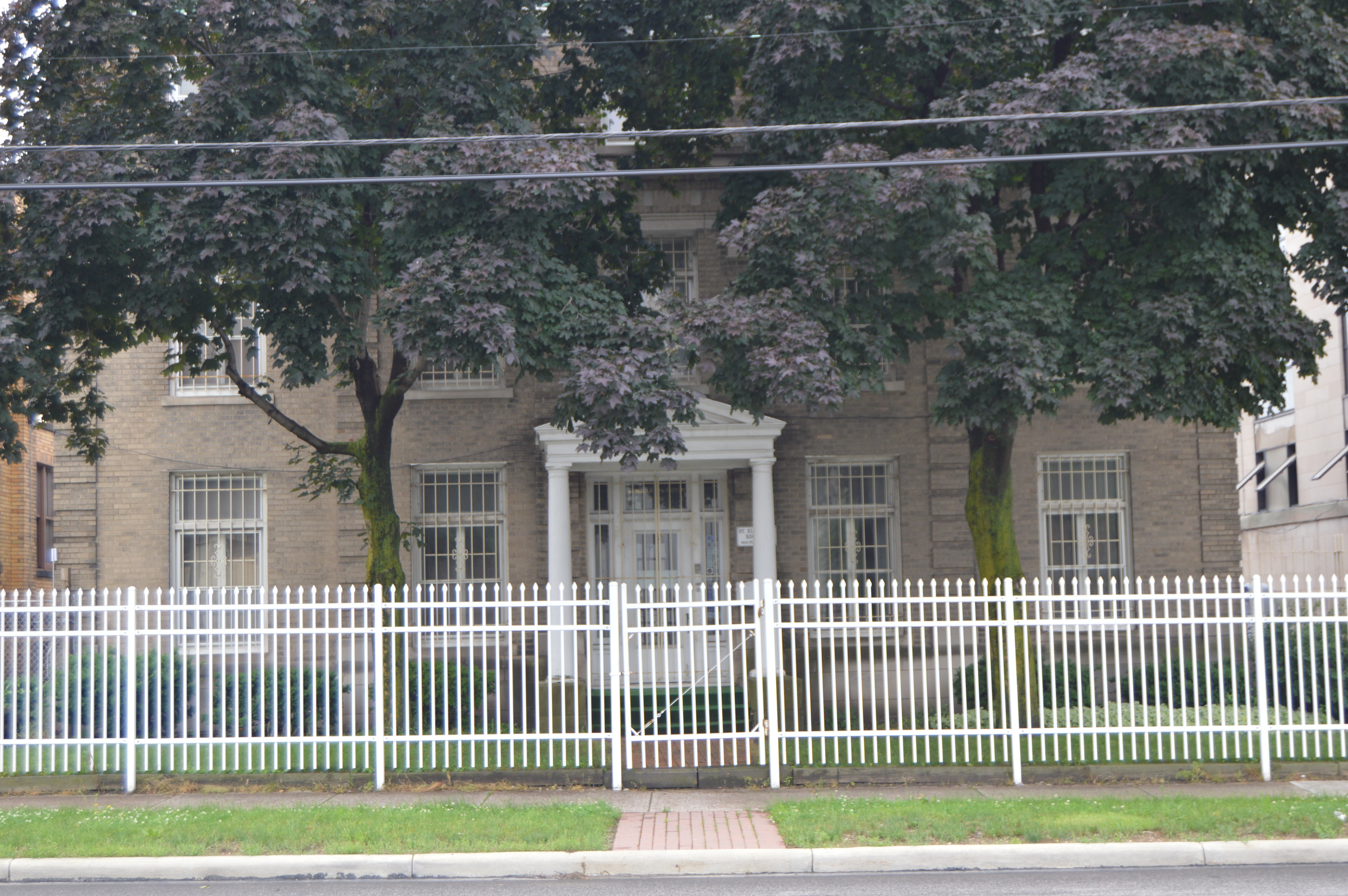
Parohia [http://www.stelizabethcleveland.org/ Bisericii Sfânta Elisabeta a Ungariei

În vara anului 2010 episcopul Richard Lennon al diecezei din Cleveland a hotărât închiderea toate bisericile care au mai puțini credincioși de 2000 de persoane, printre care și trei biserici maghiare (inclusiv Biserica Sfântul Emeric al Ungariei din Cleveland, o biserică de mai mult de 100 de ani și peste 600 de enoriași). Decizia episcopului de a închide cca 50 de biserici (între ele mai multe biserici catolice minoritare) și vânzarea lor către oameni privați era criticată de guvernul maghiar, de deputații din Ohio (de exemplu de Dennis Kucinich) și a provocat reacții vehemente în cadrul credincioșilor. După ultima slujbă în Biserica Szent Imre unii dintre demonstranți au ocupat biserica și n-au ieșit din ea timp de câteva zile. Pe lângă cele trei biserici maghiare episcopul Lennon a ordonat închiderea bisericilor poloneze, slovene și a altor imigranți din Europa (între ele și mici comunități de români). Vânzarea bisericilor era necesară pentru că biserica romano-catolică avea probleme financiare. Conform unor reviste americane aceste probleme erau cauzate de scandalele legate de cazurile de pedofilie în biserică (biserica americană devenind nevoită să plătească miliarde de dolari ca despăgubire victimelor acestor cazuri).

După închiderea bisericii din Cleveland a mai rămas o singură biserică romano-catolică maghiară (Biserica Romano-Catolică "Árpádházi Szent Erzsébet") pentru cca 6000 de credincioși activi maghiari (și mii de credincioși "pasivi" care merg ocazional la biserică), într-o zonă puțin populată. În urma conflictelor credincioșii romano-catolici erau invitați de către bisericile reformate și luterane să participă la slujbele protestante (mulți dintre ei au și trecut la protestantism).
Soarta bisericii a fost decisă de Sfântul Scaun, care a acceptat contestația a 11 dintre cele 50 de comunități afectate și a ordonat redeschiderea Bisericii Sfântul Emeric și reangajarea preotului Siklódi Sándor (delegat după închiderea bisericii la o biserică maghiară din Chicago). Episcopul Richard Lennon, deși a avut și el dreptul de a contesta, a acceptat imediat decizia Sfântului Scaun. La data de 4 noiembrie 2010 a avut loc prima liturghie după redeschiderea bisericii. Astfel comunitatea maghiară din Cleveland a menținut două dintre cele trei biserici maghiare, inclusiv și una dintre cele mai vechi biserici maghiare din Ohio (Bisericii Sfântul Emeric a fost sfințită în 1905).

### Baptiști
Deși doar a treia ca mărime, una dintre cele mai puternice biserici maghiaro-americane este Alianța Comunităților Baptiste Maghiare din Nord-America, având cele mai mari comunități în următoarele orașe din SUA și Canada: Bridgeport, Chicago, Cleveland, Detroit, Los Angeles, New York, Palm Bay, Santa Monica și Toronto. În afară de acestea aici aparține și comunitatea din Melbourne, Australia. Cea mai importantă comunitate bapristă maghiară este Biserica Baptistă Maghiară din Alhambra, aceasta fiind una independentă de alianța sus-menționată.

### Mozaici

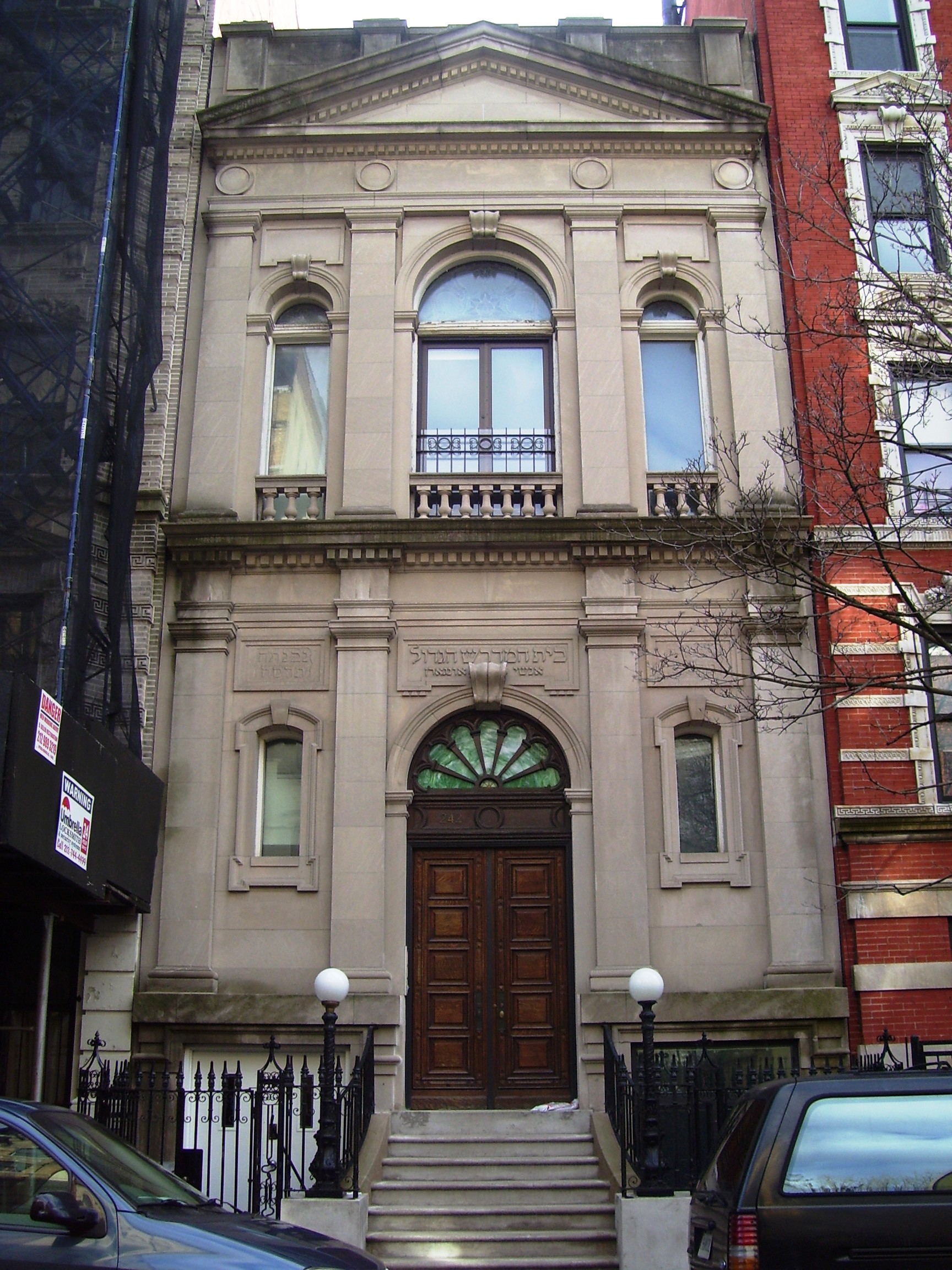
Sinagoga și schul Congregation Beth Hamedrash Hagodol Anshe Ungarn (Great House of Study of the People of Hungary, în română: Casa mare de studii al oamenilor din Ungaria) - o sinagogă al evreilor maghiari din Manhattan (spre deosebire de majoritatea sinagogilor evreilor maghiari acesta nu aprține curentului hasidic sătmărean)

În istoria mozaismului maghiar iudaismul neolog este acel curent care a avut încă din secolul XIX o ideologie maghiarofilă. În conceptul neologiei credincioșii se autodefinesc maghiari de religie mozaică (și nu ca fiind etnici evrei) - timp ce în conceptul ortodox „poporul ales” înseamnă și un grup etnic (nu numai religios). 
Bineînțeles, apariția sionismului le-a modificat puțin aceste concepții dar vechile diferențe între ei nu au dispărut.

De la începutul secolului (și până azi) mulți rabini și credincioși neologi au sosit în sua, iar câteva grupuri dintre ele au format comunități vorbitori de limba maghiară (în cazul neologilor maghiara este folosită și în cadrul slujbelor pe lângă cea ebraică și în loc de idiș). Marea majoritate a lor totuși s-a asimilat din cazul că în SUA nu există nici-o biserică sau organizație neologă (neologia fiind un curent specific maghiar) iar comunitățile neologi s-au alăturat ori la curentul conservativ ori cel de reform al iudaismului american. 

În mod neobișnuit o parte dintre ortodocșii din SUA, originari în mare parte de la Satu Mare și Sighetul Marmației (credincioși și lideri ai hasidismului sătmărean) au o identitate maghiarofonă. Această comunitate (a doua ca mărime dintre comunitățile hasidice din lume), încă din timpul prim-rabinului și primului rebbe Joel Teitelbaum, este anti-sionist, refuză folosirea limbei ivrit și nu recunoaște statul contemporan Israel (considărând că statul Israel trebuie reânființată doar după nașterea Meșaiahului). 

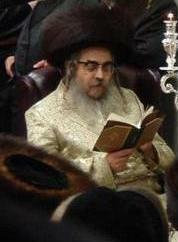
Rav Aaron Teitelbaum, al treilea satmar rebbe (și al șaselea sigeter rebbe), unul din cele două prim-rabinuri sătmărene de azi (cu reședința la Kiryas Joel)

Ca urmare ei vorbesc doar limba Idiș și cea maghiară între ei (în slujbă numai idiș și ebraică veche). O mare parte dintre ei se declară ca fiind maghiari sau de origine maghiară. Cea mai mare pondere a maghiaro-americanilor este în orașul hasidic sătmărean Kiryas Joel.

După alegerea ca prim rabin și rebbe al prim-rabinului sighetean Moshe Teitelbaum curentele hasidice sătmărene și sighetene s-au unit, el fiind urmașul tatălui său în scaunul de rebbe al Sighetului. Din cauza testamentului său echivoc s-a produs o schizmă în hasidismul sătmărean: azi două dintre fii lui se consideră "satmarer rebbe" și ca urmare azi sunt două comunități separete sătmărene în SUA (având sinagogi și în Canada, Anglia, Israel și Budapesta), una cu reședința la Kiryas Joel, al cărei rebbe este rav Aaron Teitelbaum și celălalt cu reședința la Brooklyn al cărei rebbe este rav Zalman Teitelbaum. Prim-rabinii de azi folosesc denumirea de satmar rebbe (satmarer rebbe în idiș, szatmári rebbe în maghiară) deși au moștenit și titlul de sigeter rebbe (rebbe de la Sighet). Toți sunt descendenții prim-rabinului rav Teitelbaum Mózes (numit și Yismach Moshe) de la Sátoraljaújhely, făcând parte din Dinastia rabinică Teitelbaum.

### Luterani
Luteranii maghiari din SUA alcătuiesc o comunitate mai mică față de comunitățile reformate și romano-catolice. În diferite părți a Statelor Unite sunt cca 5-8 comunități. Cea mai importantă (și cea mai mare) comunitate evanghelică-luterană este cea din Cleveland (pastor: Tamásy Éva).

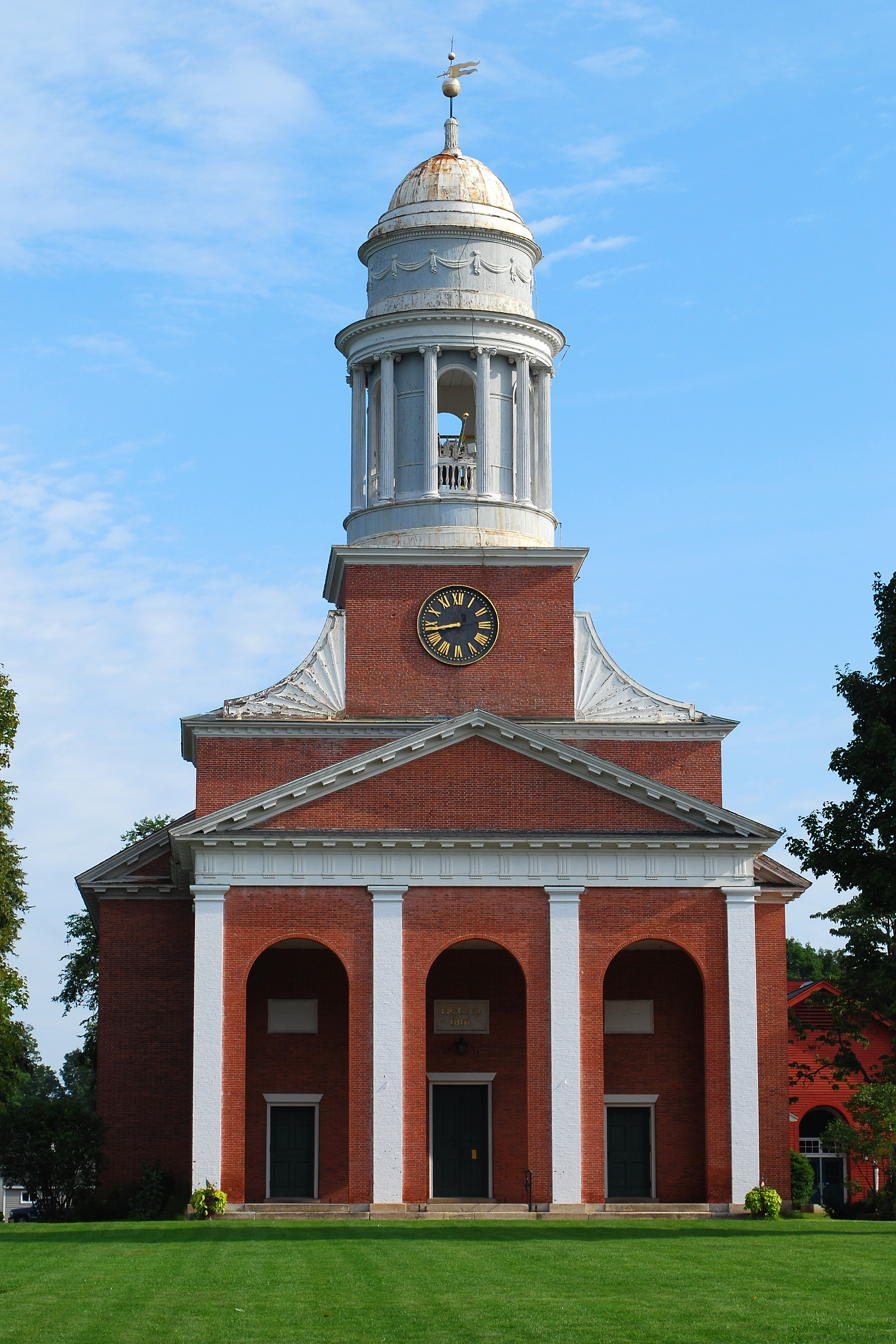
Biserica unitariană din Lancaster. Aici era preot pastorul Szent-Iványi Sándor

### Unitarieni
Unitarienii maghiari din SUA nu au o organizație bisericească proprie, având totuși comunități mai mici care fac parte din biserica Unitarian Universalist Association. Cel mai important reprezentant al unitarianismului maghiar din SUA era pastorul Szent-Iványi Sándor, care era preotul bisericii unitariene Bullfinch Church din Lancaster, New Hampshire. El era fondatorul organizației Hungarian Communion of Friends (o organizație bazată pe ideile unitarianismului), redactorul șef a revistei The Response, directorul Bibliotecii Maghiară Americană și liderul Uniunii Transilvănenilor din America.

### Greco-catolici
Comunitățile greco-catolice maghiare fac parte din cele 4 eparhii greco-catolice (maghiare și rutene) al Mitropoliei Pittsburg (majoritatea lor din Eparhia de la Parma). Cele mai importante cumunități greco-catolice sunt în Perth Amboy, 2 biserici în Cleveland, Lorain, Ohaio, Joungstaon, New Brunswick, New York, Moonhall (Pennsylvania) și Chicago (Illinois).